# Regency Enterprises

Logotyp.

Regency Enterprises är ett produktionsbolag för långfilm och TV-serier, grundat 1982 av Arnon Milchan. 
Det grundades 1982 som Embassy International Pictures, men ombildades 1991 som Regency Enterprises. De flesta av filmerna som de varit delaktiga i har i huvudsak distribuerats av Warner Bros (1990-tal) och därefter 20th Century Fox.
Bolaget ägs genom moderbolaget Monarchy Enterprises Holdings B.V. i vilket 20th Century Fox hade en minoritetspost innan dess uppköp av Walt Disney Company.

## Filmografi (urval)
- 1991 – JFK
- 1992 – Den osynlige mannen
- 1992 – Under belägring
- 1993 – Falling Down
- 1993 – Rädda Willy
- 1993 – Sommersby
- 1994 – Klienten
- 1994 – Natural Born Killers
- 1995 – Heat
- 1995 – Under belägring 2
- 1996 – Juryn – A Time to Kill
- 1996 – Tin Cup
- 1997 – Djävulens advokat
- 1997 – L.A. konfidentiellt
- 1998 – Förhandlaren
- 1998 – Änglarnas stad
- 1999 – Allt under kontroll
- 1999 – En midsommarnattsdröm
- 1999 – Entrapment
- 1999 – Fight Club
- 1999 – Simply Irresistible
- 2000 – Big Mommas hus
- 2000 – Djävulen och jag
- 2001 – Don't Say a Word
- 2001 – Freddy Got Fingered
- 2002 – Life or Something Like It
- 2002 – Unfaithful
- 2003 – Daredevil
- 2003 – Down with Love
- 2004 – First Daughter
- 2004 – Man on Fire
- 2004 – The Girl Next Door
- 2005 – Elektra
- 2005 – Mr. & Mrs. Smith
- 2006 – Big Mommas hus 2
- 2006 – Hotet inifrån
- 2006 – John Tucker Must Die
- 2006 – Mitt super-ex
- 2007 – Alvin och gänget
- 2007 – Epic Movie
- 2008 – Meet the Spartans
- 2008 – What Happens in Vegas
- 2009 – Alvin och gänget 2
- 2010 – Knight and Day
- 2011 – Big Mommas: Sådan far, sådan son
- 2011 – Monte Carlo
- 2011 – The Darkest Hour
- 2014 – Gone Girl
- 2014 – Noah
- 2015 – Alvin och gänget: Gasen i botten
- 2016 – Assassin's Creed
- 2018 – Bohemian Rhapsody
- 2018 – The Girl in the Spider's Web
- 2019 – Ad Astra
- 2022 – The Northman